# Sexy (revista)
Sexy é uma revista brasileira dedicada ao público masculino. Tem periodicidade mensal e é publicada pela Editora Rickdan Ltda., com sede na cidade de São Paulo. Foi a principal concorrente da revista Playboy no Brasil, e já teve em suas páginas mulheres como Carol Dias, Viviane Araújo, Nana Gouvêa, Núbia Ólliver e Carol Nakamura. Mari Alexandre é a recordista de vendas e capas para revista, foram no total 7 ensaios e mais de 410 mil exemplares vendidos.

## História
Em 1992, o editor da revista Interview, Michael Koellreutter, percebendo que seus entrevistados não tinham problemas em falar de sexo, lançou como complemento da revista a Sexy Interview. A primeira versão, sem ensaios nus, foi publicada pela Art Editores (subsidiária da Editora Abril responsável pela Interview) e teve a atriz Carolina Ferraz na capa. A revista era trimestral, e só foi reduzida a Sexy na quarta edição no ano seguinte, com a modelo Patrícia Machado (ex de Ayrton Senna) na capa. Ainda assim, muitos se referiam à revista como "Sexy Interview". O primeiro editor foi Palmério Dória, que se manteve no cargo até 1999 e lembrou as entrevistas da revista no seu livro Evasão de Privacidade (2001).
Em 1995, dois editores que saíam da Abril, Ângelo Rossi e Ana Fadigas, mais o empresário Otávio Mesquita, compraram a Sexy para ser um dos primeiros títulos de sua nova editora, Fractal. Em 1999, Rossi saiu da Fractal levando a Sexy para sua nova editora, a Rickdan, que publica a revista até hoje.
Antigamente era identificada como uma revista mais explícita e ousada que sua principal concorrente, isso significa a visão menos pudica do corpo feminino, com maior visualização de sua genitália. No entanto, passou, em 2004 sob o direção do editor Edson Aran, por uma reformulação, adotando um estilo mais parecido com o da Playboy, tornando-se mais pudica, o que gerou descontentamento entre seu público. A mudança, resultou, entretanto, na presença de grandes estrelas que antes não se imaginava poderem posar para a revista, como Cissa Guimarães, Marisol Ribeiro, Carla Regina e Scheila Carvalho. O crescimento apresentado, fez a Playboy chamar Aran para ser seu novo diretor de redação em 2006, sendo substituído pelo jornalista Roberto Sadovski, que finalizou a mudança visual e editorial da revista.
O atual editor é Henrique Rossi, filho de Angelo.
A partir da edição de Julho de 2016 a revista abriu mão do conteúdo jornalístico e passou a ser apenas conteúdo impresso de nu feminino, fora ocasionais matérias patrocinadas.

## Redação
- Diretor: - Henrique Rossi
- Editora executiva: - Susanne Sassaki
- Redator Chefe: Fel Mendes
- Editor Assistente: Juliano Coelho

## Conteúdo
A revista Sexy, ou Sexy Estilo era uma mensal revista masculina de amplo conteúdo, uma das duas principais do país com ensaios de nu feminino, além disso, contava com entrevistas e seções diversas para o entretenimento do público masculino e seu número de páginas estava fixado em 98. A publicação também trazia edições especiais, como a tradicional Edição Especial As Melhores do Ano. Em 2016 todo o conteúdo foi descartado, ficando apenas o ensaio nu.
A revista apresentou várias mudanças com o passar dos anos, sendo uma revista com conteúdo mais jovem do ponto de vista do público alvo. A revista tem como símbolo uma pimenta e tem como lema a frase "Mulher Bonita é Aqui".

### Seções
Essas seções faziam parte da revista ampla, que existia até 2016:
- Carta do Editor: O redator-chefe faz uma breve apresentação da edição mensal da revista.
- Gente que rala: Um breve destaque a importantes colaboradores da revista na edição.
- Fala que eu te escuto: Duas páginas dedicadas a fãs, geralmente com comentários sobre a edição anterior.
- Pin-Up: Duas páginas dedicadas a uma mulher, geralmente uma celebridade mais conhecida, com um texto comentário sobre a mesma.
- Pimentinhas: Apresenta uma foto de garotas comuns, com um breve perfil. Nos últimos anos acompanhadas de uma frase em tom humorístico e um breve comentário das modelos sobre si mesmas.
- Sexy Machine: Fala sobre carros e motocicletas.
- Gadgets: Uma nota sobre tecnologias e aparelhos diversos, como aparelhos de barbear, aplicativos de celular e etc.
- QQ nota: Anteriormente qualquer nota, como o nome já diz, uma breve matéria sobre coisa qualquer.
- Filmes: Notas sobre filmes, geralmente aqueles que envolvem mulheres bonitas em cenas de sexo ou nudez.
- Musica: Notas sobre música, algumas vezes sobre lançamentos de CDs, outras falando de artistas consagrados e etc.
- Livros: Notas sobre livros, em maior parte das edições, sobre livros com conteúdo erótico.
- Entrevistas: Entrevistas com pessoas populares, com número variante de páginas. Ultimamente, vem sendo intitulada de "O Sentido da Vida".
- Ensaios com nu feminino: Geralmente são três ensaios, um, com a estrela de capa, que leva boa parte das páginas da publicação, e dois menores, com modelos de pouca popularidade.
- Matéria: Diversas matérias especiais são inseridas na revista, com conteúdo diverso.
- Na estica: Fala sobre vestimenta e acessórios, dando dicas e geralmente envolvendo propaganda.
- Mixologia: Fala sobre bebidas alcoólicas.
- Sexyonário: Feita por Nana Goes, apresenta primeiro uma dica da mesma, depois, a mesma apresenta algumas respostas a dúvidas de leitores.
- Piadas: Sempre fechando a revista, aparece a sessão das piadas, sempre acompanhada de uma ilustração assinada por Marco Jacobsem.

### Classificação
Geralmente sobre Música, Filmes e Livros, a revista por meio de seus colaboradores classifica os itens de acordo com sua qualidade por meio de avaliação dando pimentas conforme a intensidade de qualidade dada pelos mesmos.
- Chili - 5 pontos
- Malagueta - 4 pontos
- Jalapeño - 3 pontos
- Pimenta-do-reino - 2 pontos
- Biquinho - 1 ponto.

## Ensaios Internacionais
| Capa                 | Data             | Local          |
| -------------------- | ---------------- | -------------- |
| Carol Nakamura       | Novembro de 2011 | Cancun         |
| Geisy Arruda         | Novembro de 2010 | Punta del Este |
| Mayra Dias Gomes     | Julho de 2010    | Los Angeles    |
| Daniela Muzzi Grecco | Dezembro de 2008 | Paris          |
| Ellaine Alves        | Novembro de 2008 | Punta del Este |
| Sheila Mello         | Novembro de 2007 | Atacama        |
| Carla Regina         | Abril de 2007    | Cartagena      |

## Lista de capas
Em cerca de 25 anos de existência, a Sexy já publicou mais de 300 capas.

## Versões

### Premium
Revista "irmã" da Sexy, destacou-se pelos ensaios mais "ousados". Ganhou um destaque ainda maior após a reformulação da revista Sexy em 2004. Em suas capas passaram sempre belas mulheres, mas que nem sempre eram conhecidas pelo país, como Fernanda Corbari, Dayse Brucieri e Vivi Fernandez. Sua primeira edição ocorreu em junho de 2003 com o título de Sexy Especial - Série Premium. Em agosto de 2003 foi renomeada para Sexy Premium e em novembro de 2004 passou para o nome "Premium". Sua última edição ocorreu em maio de 2009.

### Sexy Total
Em formatinho, publicava, em geral, apenas um ensaio por edição. Não raro, de uma modelo que já havia posado para uma das duas outras revistas. Mensalmente, apareciam em suas páginas histórias em quadrinhos da personagem Tianinha, criação do desenhista Laudo Ferreira Jr. com o editor Licínio Rios. Sua primeira edição foi lançada em agosto de 2000, e a revista foi cancelada junto à Premium em 2009, após 107 edições.